# Красивое (Архангельская область)
Красивое — поселок в Коношском районе Архангельской области. Входит в состав Тавреньгского сельского поселения.

## География
Находится в юго-западной части Архангельской области на расстоянии приблизительно 37 км на восток-юго-восток по прямой от административного центра района поселка Коноша на правом берегу речки Волчица.

## История
Лесопункт Вотче-Боровский был известен по крайне мере с 1951 года. Он действовал в составе Хмельницкого леспромхоза, с 1960 года Коношского леспромхоза. Существовала также Вотчино-Боровская узкоколейная железная дорога.

## Население
Численность населения: 303 человека (русские 96 %) в 2002 году, 185 в 2010.